# テポドン (ミサイル)
テポドン（大浦洞）は、朝鮮民主主義人民共和国（北朝鮮）が開発した、テストベッド用弾道ミサイルのプロトタイプ。射程から、準中距離弾道ミサイル (MRBM) の「テポドン1号」と、大陸間弾道ミサイル (ICBM) の「テポドン2号」の2種類がある。また人工衛星打ち上げ用のローンチ・ヴィークル（ロケット）の「銀河2号」と「銀河3号」はテポドン2号の改良・派生形と分析されている。

## 名称
「テポドン」とは、このミサイルが確認された地名の大浦洞からアメリカがつけたコードネームであり、「テポドン1号」は北朝鮮側では“ロケット”として「白頭山1号（ペクトゥサン イロ）（朝:백두산 일호）」もしくは「銀河1号（ウナ イロ）（朝:은하 일호）」と呼称されている。
また、「テポドン2号」の改良型と見られる2009年4月と2012年4月に打ち上げられた“ロケット”は、北朝鮮の公式発表ではそれぞれ「銀河2号」、「銀河3号」と呼称されている。

## 概要
テポドン1号は、2段式の弾道ミサイルで燃料は液体式、1段目にノドンを、2段目にスカッドを使用し、射程は約1,500km以上といわれ、準中距離弾道ミサイル (MRBM) に分類される。テポドン2号は1段目に新開発のブースターを、2段目にノドンを使用し、射程は約6,000kmといわれている。
テポドンシリーズとその派生型とみられる銀河シリーズについては、1998年、2006年、2009年、2012年の発射実験や、その発射軌道と多段式ロケット（1段目、2段目が液体燃料、衛星を投入する場合3段目が固体燃料）という特性や、より即応性が高い固体燃料の北極星2号の配備や、より長射程で信頼性の高い液体燃料ロケットである火星14などの存在から、弾道ミサイルやローンチ・ヴィークルのテストモデルであり、実戦配備されていないと分析されている。仮に実戦配備するとしても、韓国はスカッド、日本はノドンで十分に狙え、アメリカを狙って火星12や火星14の実験が続けられている。ただし、テポドンで韓国や日本を狙った場合、高速でロフテッド軌道をとるため、迎撃をより困難にすることになる。また北朝鮮当局は、2006年7月5日のミサイル発射実験に際してのオーストラリア政府の抗議に対して「テポドン（テポドン2号）はオーストラリアを射程に含めている」と発表しているが、これも実戦配備を意味しての発言ではない。

## 発射実験
発射場は舞水端里と東倉里にある。1998年、2006年、2009年の発射実験では舞水端里の発射場から東方の日本列島上空を通過する軌道で発射している。東向きに発射することは、地球の自転を利用する関係上、打ち上げに有利であるが、通常、人口密集地を含む他国の上空を通過させることは安全保障上忌避される。イスラエルはこの配慮から、西向きの地中海を打ち上げ区域に設定している。
2012年の発射実験では、舞水端里の発射場よりも大型で新しい東倉里の発射場から衛星光明星3号を極軌道に乗せるために、石垣島付近を通過する軌道となる南方に向けて発射している。このうち12月の発射では光明星3号2号機を軌道に投入することに成功している。

## その他
- 2005年にお笑いコンビ・バナナマンが「マンバナナ兄弟」として歌謡曲『テポドン音頭』を発表した。
  - recommuniでの配信限定で、現在は聴くことができない。
- CBC・TBS系列アニメ「星のカービィ」の第13話（2001年12月29日放送）では『大筒花火テッポードン』という兵器が登場する。
  - VHSやDVD、再配信等でも表現に変更はされていない。
- アーケードゲーム「beatmania IIDX 2nd style」に楽曲『dong-tepo no.1』が収録された。作曲はdj nagureo。
  - 韓国版では『rocket factory』に曲名が変更されている。
  - 「5th style」で削除、「6th style」で再収録、「10th style」で再度削除されて以降はこの楽曲は収録されていない。PS2版では「3rd style」と「9th style」に収録。